# بيرت لورانس
بيرت لورانس هو سياسي كندي، ولد في 31 مارس 1923 في كالغاري في كندا، وتوفي في 28 مارس 2007 في غاتينو في كندا. حزبياً، نشط في حزب أونتاريو المحافظ التقدمي. وقد انتخب عضو برلمان مقاطعة أونتاريو.